# Alexandre de Villa Dei
Alexandre de Villa Dei, em latim Alexander de Villa Dei, também identificado como Alexandre de Villedieu, Alexandre de Villadei, Alejandro de Villadei, Alexandre de Dol ou Alexander Dolensis (* Villedieu-les-Poêles, Normandia, ca. 1175 + ca. 1240) foi um autor francês, poeta, gramático e matemático francês do período da escolástica.
.
Foi um monge franciscano.

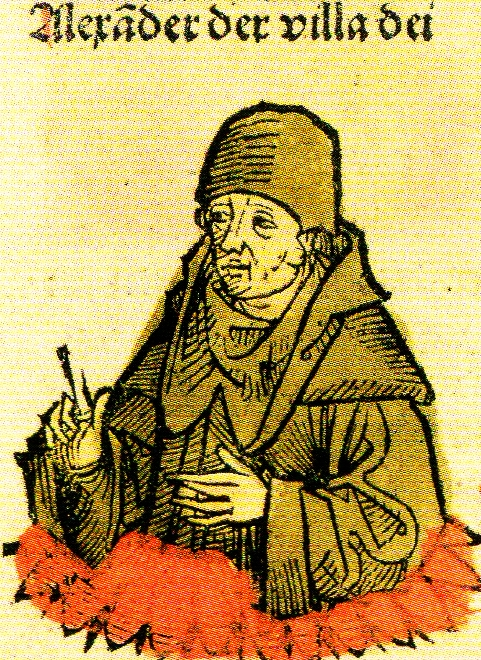

Estudou na universidade de Paris onde se formou e mais tarde ensinou em Dol na Bretanha e na Universidade de Paris onde foi colega de João de Sacrobosco.
A sua fama deveu-se em parte à habilidade com que compunha em versos as matérias de ensino quer da gramática quer do cômputo pascal. O manual para o ensino da gramática em francês - Doctrinale puerorum - foi composto por volta do ano 1209 e composto em hexâmetros. Séculos mais tarde foi ainda impresso no século XV e XVI.
Ensinou também aritmética ajudando a divulgar a numeração árabe ou indo-árabe com o livro Versos acerca dos algoritmos / Carmen de algorismo.